# Кјоке дел Форно (Авелино)
Кјоке дел Форно је насеље у Италији у округу Авелино, региону Кампанија.
Према процени из 2011. у насељу је живело 82 становника. Насеље се налази на надморској висини од 427 м.